# Carrière romaine du Mont Justicier
La carrière romaine du Mont Justicier est située chemin des carrières romaines, à La Turbie, en France.

## Localisation
La carrière est située dans le département français des Alpes-Maritimes, sur la commune de La Turbie.

## Historique
Les pierres extraites de cette carrière ont permis de construire le Trophée des Alpes et les pavés des routes romaines. De nombreux fûts de colonnes qui présentaient des défauts ont été abandonnés sur le site.
La carrière a été classée au titre des monuments historiques le 9 août 1944.